# 안소니 짐머
《안소니 짐머》(영어: Anthony Zimmer)는 2005년 개봉된 프랑스의 범죄 영화이다. 2010년에 미국 리메이크 투어리스트가 개봉했다.

## 줄거리
세상에 가려진 한 남자의 완벽한 범죄 스릴러 | 한 남자를 선택하라, 그 남자를 유혹하라, 그리고... 함정에 빠뜨려라
한 여인에게로 전해진 비밀스러운 메모. "한 남자를 선택하라, 그 남자를 유혹하라, 그리고.. 함정에 빠뜨려라!!" 여자는 메모의 지시대로 기차에 올라 평범한 여행객에게 접근, 그를 유혹하는 데 성공한다. 그녀는 왜, 무엇 때문에, 낯선 남자를 유혹하는가..?
검은 돈 세탁에 천부적인 재능을 가진 '안소니 짐머'. 그에 관해 경찰이 파악하고 있는 정보라고는 '안소니 짐머'라는 분명치 않은 이름과 한 여성을 지독하게 사랑하고 있다는 것이 전부. 그를 잡기 위해 프랑스 경찰은 최후의 수단으로 단 하나의 가능성에 사활을 건다. 그를 잡을 수 있는 유일한 희망은 키아라를 이용하는 것!
니스로 가던 중, 우연히 키아라를 만난 프랑수아는 그녀의 매력에 빠져 생각치 못한 동행을 하게 된다. 하지만 그를 기다리는 것은 낯선 남자들의 추격과 목숨을 위협하는 긴박한 상황. 필사적인 도주 속에 드러나는 이들의 정체는..? (출처:네이버 영화)

## 배역
- 송도영 - 키아라(소피 마르소)
- 이정구 - 프랑소와 / 안소니 짐머(이반 아탈)
- 유강진 - 애커만(사미 프레이)
- 장승길 - 나사이레브(다니엘 올브리츠키)
- 홍승섭 - 뮐러(질레스 렐로체)
- 문관일 - 드리스(사미르 구에스미)
- 석원희 - 요원(드미트리 라타우드)
- 김래환 - 국무위원(뤽 차비)
- 유호한 - 의사(올리버 브로셰어유)
- 진웅 - 호텔 지배인(리차드 델레스트르) / 웨이터 / 열차 승무원 / 경찰 / 저격수
- 권연희 - 호텔 전화원(그웬나 클라우스)